# Frotey-lès-Vesoul
Frotey-lès-Vesoul település Franciaországban, Haute-Saône megyében. Lakosainak száma 1367 fő (2022. január 1.). Frotey-lès-Vesoul Comberjon, Colombe-lès-Vesoul, Coulevon, Dampvalley-lès-Colombe, Montcey, Quincey és Vesoul községekkel határos.

## Népesség
A település népességének változása:
| Lakosok száma | 1417 | 1437 | 1471 | 1411 | 1386 | 1361 | 1358 | 1355 | 1367 |
|               | 2013 | 2015 | 2016 | 2017 | 2018 | 2019 | 2020 | 2021 | 2022 |